# Mark Hammarberg
Mark Efrik Hammarberg, född den 27 oktober 1979 i Göteborg, är en svensk regissör. Tillsammans med Ester Martin Bergsmark regisserade han guldbaggebelönade dokumentärfilmen Maggie vaknar på balkongen (2008) och den genreöverskridande kortfilmen Svälj (2007). Utbildad på dokumentärfilmslinjen på Biskops-Arnö.

## Filmografi
- 2008 - Maggie vaknar på balkongen
- 2007 - Svälj

## Priser och utmärkelser
- Tempo Documentary Award 2008 - Hedersomnämnande
- CPH:DOX Award 2008 - Hedersomnämnande[1]
- Guldbagge för bästa dokumentär